# Kozia Góra (Radom)
Kozia Góra – dawniej wieś, obecnie dzielnica w zachodniej części Radomia, usytuowana wzdłuż drogi krajowej nr 12. W większości niska zabudowa. Przyłączona do miasta w 1916 r. Na Kozią Górę można dojechać autobusami linii numer 8. Od północnej strony liniami 6 i 25. Od wschodniej strony dzielnicy linią 12 i 5 oraz prywatnymi liniami D, W, Z.
Znajduje się tam parafia pw. Bożego Macierzyństwa NMP.
W XIX w. na terenie Koziej Góry znajdowały się wiatraki, należące do miasta. W czasie okupacji u zbiegu obecnych ulic Przytyckiej i Kieleckiej znajdowała się szubienica, na której w publicznych egzekucjach wieszano Polaków. Obecnie znajduje się w tym miejscu pomnik poświęcony ofiarom wojny.
W latach 90. XX wieku oddano tu do użytku areszt śledczy będący jednym z najnowocześniejszych tego typu obiektów w Europie. Leży on przy ul. Wolanowskiej. W pobliżu Koziej Góry, a dokładnie przy ulicy Kierzkowskiej 118, znajduje się filia Publicznej Szkoły Podstawowej nr 15.